# Municipio de Ward (Minnesota)
El municipio de Ward (en inglés: Ward Township) es un municipio ubicado en el condado de Todd en el estado estadounidense de Minnesota. En el año 2010 tenía una población de 447 habitantes y una densidad poblacional de 4,76 personas por km².

## Geografía
El municipio de Ward se encuentra ubicado en las coordenadas 46°9′28″N 94°50′36″O / 46.15778, -94.84333. Según la Oficina del Censo de los Estados Unidos, el municipio tiene una superficie total de 93.92 km², de la cual 92,89 km² corresponden a tierra firme y (1,09 %) 1,03 km² es agua.

## Demografía
Según el censo de 2010, había 447 personas residiendo en el municipio de Ward. La densidad de población era de 4,76 hab./km². De los 447 habitantes, el municipio de Ward estaba compuesto por el 99,11 % blancos, el 0,22 % eran afroamericanos, el 0,67 % eran de otras razas. Del total de la población el 0,45 % eran hispanos o latinos de cualquier raza.